# Condado de Stafford (Kansas)
El condado de Stafford (en inglés: Stafford County), fundado en 1879, es uno de 105 condados del estado estadounidense de Kansas. En el año 2005, el condado tenía una población de 4,488 habitantes y una densidad poblacional de 2.2 personas por km². La sede del condado es St. John. El condado recibe su nombre en honor al abogado Lewis Stafford.

## Geografía
Según la Oficina del Censo, el condado tiene un área total de 2058 km² (794,6 mi²), de la cual 2051 km² (791,9 mi²) es tierra y 7 km² (2,7 mi²) (0.34%) es agua.

### Condados adyacentes
- Condado de Barton (norte)
- Condado de Rice (noreste)
- Condado de Reno (este)
- Condado de Pratt (sur)
- Condado de Edwards (oeste)
- Condado de Pawnee (oeste)

## Demografía

Pirámide de edades

Según la Oficina del Censo en 2000, los ingresos medios por hogar en el condado eran de $31,107, y los ingresos medios por familia eran $38,235. Los hombres tenían unos ingresos medios de $27,328 frente a los $21,063 para las mujeres. La renta per cápita para el condado era de $16,409. Alrededor del 11.80% de la población estaban por debajo del umbral de pobreza.

## Localidades
Población estimada en 2004;
- St. John, 1,224 (sede)
- Stafford, 1,077
- Macksville, 495
- Hudson, 128
- Seward, 61
- Radium, 38

## Municipios
El condado de Stafford está dividido entre 21 municipios. El condado no tiene ninguna ciudad independiente a nivel de gobierno, y todos los datos de población para el censo e las ciudades son incluidas en el municipio.

## Educación

### Distritos escolares
- Stafford USD 349
- St. John-Hudson USD 350
- Macksville USD 351